# Массовые беспорядки в Цинциннати (2001)
Массовые беспорядки в Цинциннати произошли в апреле 2001 года в связи с убийством 19-летнего афроамериканца белым полицейским.
Вечером в субботу 7 апреля 2001 года был убит 19-летний правонарушитель Тимоти Томас, который пытался скрыться от полиции. С понедельника в городе начались волнения афроамериканцев. Во вторник в историческом центре города был подожжён рынок. Группы протестующих граждан прошли по улицам города, устраивая погромы в магазинах и офисах. Полицейские заняли оборону в здании городской администрации, применяя слезоточивый газ и пластиковые пули. СМИ сообщали о случаях насилия по отношению к белому населению со стороны протестующих.
В среду в одного из полицейских был произведён выстрел. В тот же день, как сообщает Би-Би-Си, протестующие остановили автомобиль, где находилась белая женщина, совершив насильственные действия. Женщина была спасена прохожими.
Мэр города сообщил, что готов вызвать силы Национальной гвардии. Президент США Джордж Буш призвал жителей к порядку. 12 апреля в городе было объявлено чрезвычайное положение и введён комендантский час, после чего беспорядки пошли на спад.
В результате беспорядков было ранено более 60 человек.